# Bandari FC
Der Bandari Football Club ist ein kenianischer Fußballverein mit Sitz in Mombasa. Der Klub ist auch unter den Spitznamen Al Bandar und Dockers bekannt. Der Klub spielt derzeit in der kenianischen Premier League, der obersten Spielklasse des kenianischen Fußballligasystems. 

## Geschichte
Die Mannschaft spielte von 1960 bis 1978 als LASCO Football Club und danach acht Jahre lang als Cargo Football Club. Im Jahr 1985 fusionierte der Verein mit dem Team der Kenya Ports Authority zum Bandari FC. Der Verein hatte in der kenianischen Premier League gespielt, war aber nach der Saison 1997 wieder abgestiegen. Die Mannschaft wurde 1999 aufgelöst. Der Verein wurde 2004 wiederbelebt und stieg schnell aus den unteren Ligen zurück in die erste Liga auf. 2008 gelang der Aufstieg in die höchste nationale Spielklasse, wo sich der Verein in den nächsten Jahren etablieren konnten. Pokalsiege 2015 und 2019 ermöglichten Teilnahmen am CAF Confederation Cup.

## Erfolge
- Kenianischer Pokalsieger (2):  2015, 2019

## Stadion
Der Verein trägt seine Heimspiele im Mbaraki Sports Club aus.